# Liste von Literaturpreisträgern in der Insel-Bücherei
Die Liste ausgewählter Literaturpreise erfasst deren Träger, soweit sie in der, seit 1912 vom ursprünglich Leipziger Insel Verlag verlegten, Buchreihe Insel-Bücherei (IB) Werke veröffentlicht haben. In die nachfolgenden Aufstellungen wurden alle Preisträger aufgenommen, die mit einem von ihnen verfassten Band, einer Übertragung ins Deutsche oder größeren Beiträgen, wie Vor- oder Nachworten oder Essays, sowie mit einem Beitrag in einer Anthologie in einem IB-Band in Erscheinung traten. Die Autoren wurden grundsätzlich mit ihrer jeweils ersten – und teilweise auch einzigen – Arbeit in der IB mit den Normalausgaben und den seit 2013 in der Reihe erscheinenden Sonderformaten (Groß- und Kleinformate) erfasst, auch wenn sie zum Zeitpunkt ihrer Aufnahme in die Reihe den Literaturpreis noch nicht erhalten haben sollten. Soweit Autoren zunächst nur Vor- oder Nachworte oder kleinere Teilbeiträge für einen Insel-Band verfasst haben, später jedoch mit einem eigenen Titel in der Reihe in Erscheinung traten, wurde letzterer aufgenommen.
Infolge der deutschen Teilung im Ergebnis des Zweiten Weltkriegs wurde 1945 zusätzlich zum Leipziger Verlagshaus, das sich nun der Sowjetischen Besatzungszone befand, in der amerikanischen Besatzungszone das Wiesbadener Verlagshaus als Zweigstelle gegründet, das 1960 Hauptsitz des Insel Verlages wurde. Dieser wurde noch im selben Jahr nach Frankfurt am Main verlegt. Die beiden ab 1949 in der DDR bzw. der BRD beheimateten Verlagshäuser hatten neben einigen gemeinsamen Titeln vor allem aus den Bereichen Kunst und Natur (zumeist Bildbände) zum großen Teil eigene Reihenprogramme. Im Zuge der Wiedervereinigung wurde der Insel Verlag von 1991 bis 2009 mit dem Verlagssitz Frankfurt am Main und Leipzig geführt. Ab 2010 hat der Verlag nach seinem Umzug nach Berlin (Torstraße 44) allein dort seinen Sitz.
In der Reihe wurden aus verlegerischen oder kulturpolitischen Gründen nicht selten Bandnummern mit anderen Titeln neu belegt. Zur Unterscheidung wird in der Reihenfolge der Ausgabe eine entsprechende Unternummer der Bandnummer nachgesetzt („IB-Nr./1 ff.“).
Weiterführende Ausführungen zur Buchreihe sind auf der Hauptseite Insel-Bücherei zu finden.